# Shadow DN3
O DN3/DN3B é o modelo da Shadow das temporadas de 1974, 1975 e 1976 (1 GP) da F1. 
Foi guiado por Peter Revson, Jean-Pierre Jarier, Brian Redman, Bertil Roos, Tom Pryce e Mike Wilds.